# Spatangus purpureus
Lo spatango (Spatangus purpureus O.F. Müller, 1776) è un riccio marino della famiglia Spatangidae che vive nel Mar Mediterraneo, in fondali sabbiosi.
Ha un guscio cuoriforme di colore violetto o biancastro, dotato di aculei molto sottili ma non rigidi.